# 克里沃舍伊諾區

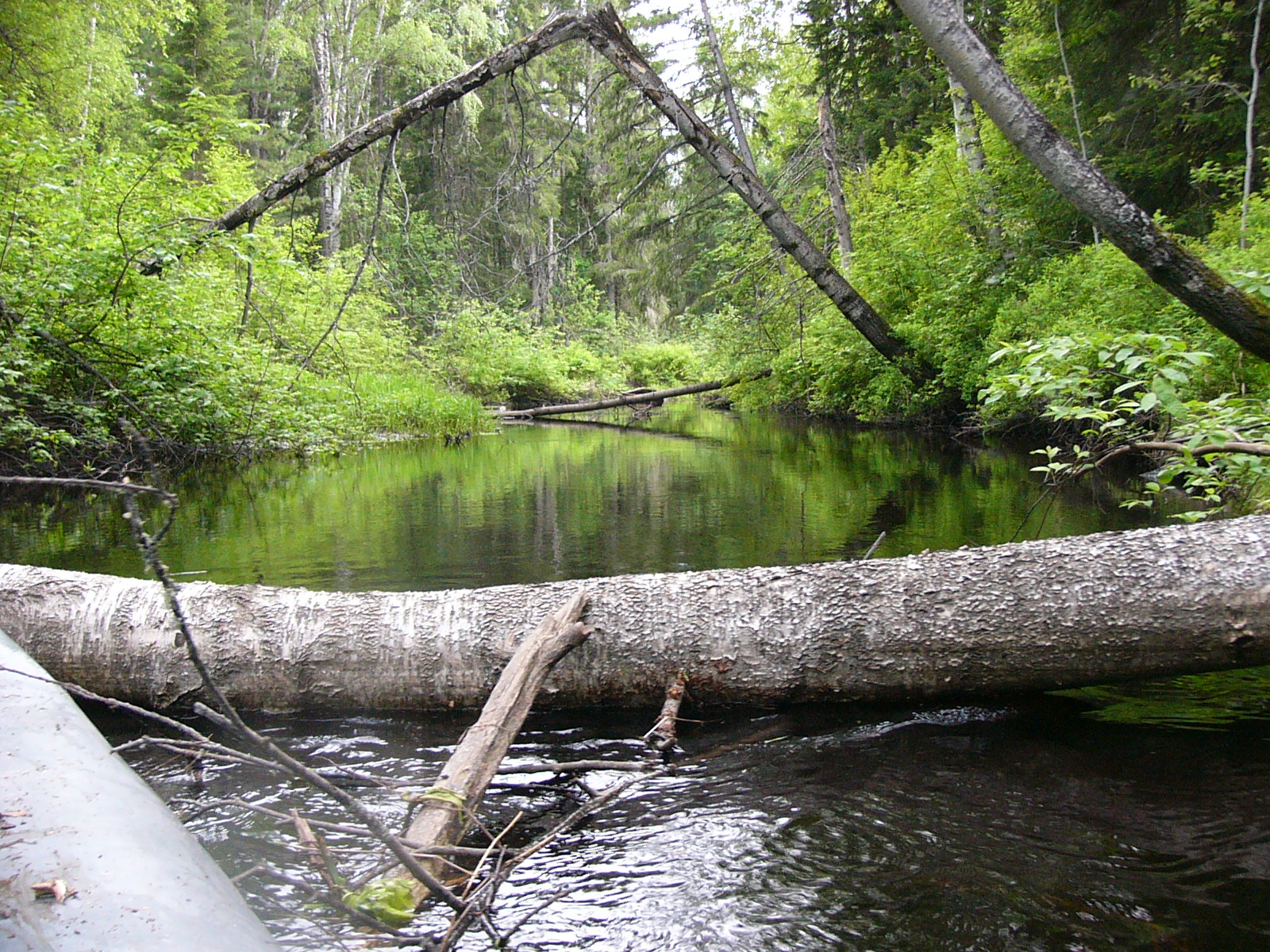

57°21′N 83°56′E / 57.350°N 83.933°E
克里沃舍伊諾區（俄语：Кривошеинский район），是俄羅斯的一個區，位於該國中南部，由托木斯克州負責管轄，面積4,400平方公里，2010年人口13,285，人口密度每平方公里3.02人。